# Motor als tragendes Rahmenbauteil

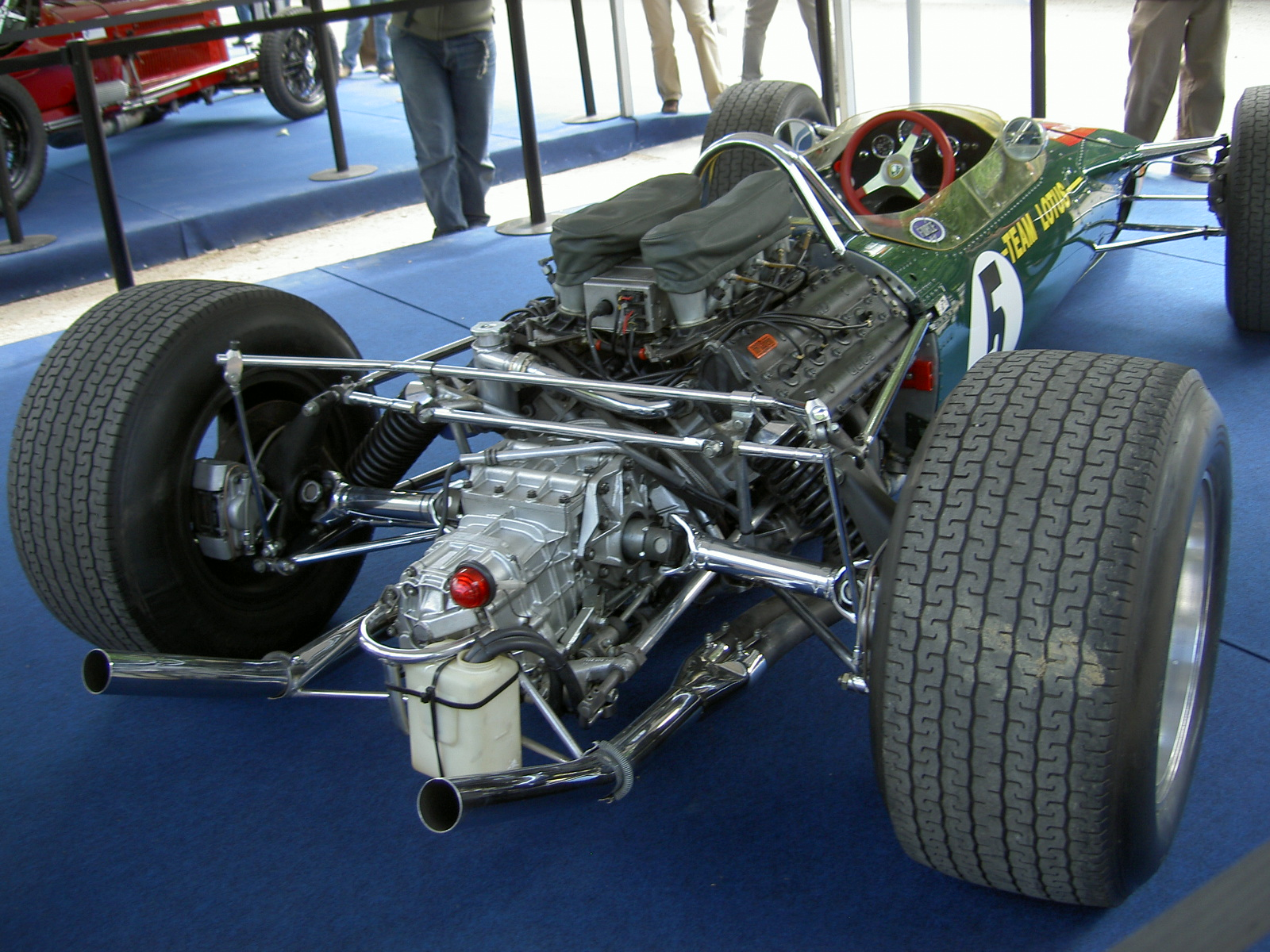
Ein Lotus 49 mit einem „stressed member engine“; der Motor ist mit dem Fahrzeugmonocoque fest verbunden

Ein Motor als tragendes Rahmenbauteil (englisch: stressed member engine) ist eine Technik im Fahrzeugbau. 

## Wirkungsweise
Bei dieser Bauart übertragen die Radaufhängungen Radkräfte direkt auf das Motor- oder Getriebegehäuse, das so zu einem Teil des Chassis wird. Die Konstruktion wird einfacher, leichter und billiger, weil der Rahmen entfällt. Bei Rennwagen sind die Hinterradaufhängung und ein Teil der Flügel an Motor und Getriebe gelagert. Der Motor ist mit der tragenden Cockpitschale, dem Monocoque, verschraubt, an dem die Vorderradaufhängung, Tanks und Seitenkästen die vorderen Flügel befestigt sind. Bei Treckern mit tragendem Motor sitzt die Vorderachse vorn unter dem Motor, die Hinterachse wird durch Ausleger des Getriebegehäuses gebildet. Motor und Getriebe sind über den Flansch der Kupplungsglocke verbunden. Bei Motorrädern bleibt ein Teil des Rahmens mit Steuerkopflager bestehen, der tragende Motor dient typisch als Rahmenunterzug, an ihm kann die Hinterradschwinge gelagert sein. 
Bei dieser Bauart werden Schwingungen des Motors direkt auf das Chassis übertragen. Der Fahrkomfort verringert sich dadurch, was bei den speziellen Anwendungen in Kauf genommen wird. 
Das Gegenstück, ein non stressed member engine, ist ein über Gummilager (Motorschwingungsdämpfer) im Rahmen eingebauter Motor.

## Anwendung

### Automobil und Motorrad
Die Bauweise wird vor allem bei Motorrädern und im Automobilsport genutzt. Viele Mittelmotor-Sportwagen und Rennwagen sind nach diesem Konzept gebaut. Der Lancia D50, erstmals eingesetzt beim Großen Preis von Spanien 1954, war der erste Formel-1-Rennwagen, der einen Motor als tragendes Element verwendete. Die Idee dafür hatte der Italiener Vittorio Jano. Als Alberto Ascari bei privaten Tests während der Saison 1955 ums Leben kam, verkaufte Lancia das komplette Rennteam inklusive der D50 an Scuderia Ferrari. Diese modifizierten den D50 zum Ferrari D50 und verwarfen die Konstruktion eines tragenden Motors. Der spätere technische Direktor von Ferrari in den 1970er-Jahren, Mauro Forghieri, fand dieses Konzept jedoch interessant und konstruierte für 1964 den Ferrari 158 mit einem tragenden Motor. Die Saison 1964 gewann Ferrari mit John Surtees die Fahrer- und Konstrukteurswertung. 1967 entwickelte Colin Chapman den Lotus 49 dessen Fahrzeugmonocoque vor dem Motor endete und fest mit ihm verbunden war. Viele Teams kopierten die Bauart Chapmans in den folgenden Jahren. 
Der De Tomaso Vallelunga, ein in geringer Stückzahl hergestellter Sportwagen aus den 1960er-Jahren, hatte einen tragenden Motor. 

### Traktor
Bei Traktoren in rahmenloser Blockbauweise ist der Motor ein tragendes Element zwischen der Vorderachse und dem Block aus Hinterachse und Getriebe. Dazu müssen entweder das Kurbelgehäuse oder die Ölwanne des Motors besonders kräftig gebaut sein, um die daraus resultierenden Kräfte aufnehmen zu können. Bei Traktoren in Halbrahmenbauweise ist der Motor auf einem Rahmen aufgebaut, sodass er keine tragende Funktion mehr übernimmt. Er kann daher leichter gebaut sein, weshalb sich konventionelle Industriemotoren für Traktoren in Halbrahmenbauweise gut eignen.